# Nadillac
Nadillac är en kommun i departementet Lot i regionen Occitanien i södra Frankrike. Kommunen ligger i kantonen Lauzès som tillhör arrondissementet Cahors. År 2022 hade Nadillac 73 invånare.

## Befolkningsutveckling
Antalet invånare i kommunen Nadillac
| Referens: INSEE |